# Ferrovorontsovita
La ferrovorontsovita és un mineral de la sulfurs que pertany al grup de la galkhaïta. Rep el nom per ser l'anàleg de ferro de la vorontsovita.

## Característiques
La ferrovorontsovita és una sulfosal de fórmula química (Fe₅Cu)Σ6TlAs₄S₁₂. Va ser aprovada com a espècie vàlida per l'Associació Mineralògica Internacional l'any 2017, sent publicada per primera vegada el 2018. Cristal·litza en el sistema isomètric. La seva duresa a l'escala de Mohs és 3,5.
L'exemplar que va servir per a determinar l'espècie, el que es coneix com a material tipus, es troba conservat a les col·leccions del Museu Mineralògic Fersmann, de l'Acadèmia de Ciències de Rússia, a Moscú (Rússia), amb el número de registre: 4976/1.

## Formació i jaciments
Va ser descoberta al dipòsit de Vorontsovskoe, a Turinsk, dins el raion de Serov (óblast de Sverdlovsk, Rússia). Es tracta de l'únic indret de tot el planeta on ha estat descrita aquesta espècie mineral.